# 蜂巢草
蜂巢草（学名：Leucas aspera）为唇形科绣球防风属下的一种一年生草本植物，高15—60（5.9—23.6英寸）。见于印度、菲律宾和印尼，当地人用作香料或杀菌药。

## 扩展阅读
- 維基物種上的相關：蜂巢草